# Je t'attends (chanson)
Ne doit pas être confondu avec la chanson Je t'attends de Johnny Hallyday.
Je t'attends est une chanson de 1963 écrite par Charles Aznavour et composée Gilbert Bécaud. Elle sort dans deux versions distinctes interprétées par les deux artistes.

## Version de Charles Aznavour
Incluse dans le 33 tours 25cm La Mamma sorti en 1963, Je t'attends sort également en Super 45 tours chez Barclay. Le 45 tours 17 cm paraît avec sur la face A1 Je t’attends (3’10), sur la face A2 Dors (Charles Aznavour, 3’00), sur la face B1 Les Deux pigeons (R. Clair - Charles Aznavour, 2’46), et sur la face B2 Ô toi la vie (Charles Aznavour, 2’23); l'orchestre étant dirigé par Paul Mauriat,.
En Belgique, Barclay sort un 45 tour avec pour la face A le titre Je t'attends et la face B, la chanson Qui?.
Charles Aznavour l'a également chantée en italien Aspetto te et en espagnol Te espero, notamment en duo avec Jaïro. À la télévision  Aznavour l'a interprétée en duo avec Claude François en 1974.

## Version de Gilbert Bécaud
La version de Gilbert Bécaud sort en super 45 tours, en janvier 1963. Cette même année Bécaud l'inscrit à son tour de chant à l'Olympia de Paris et elle parait sur le 33 tours enregistré en public pour l'occasion, ainsi que sur diverses productions destinées aux marchés étrangers, en Espagne, aux Pays-Bas, au Brésil notamment. 

## Thème
La chanson exprime la détresse d'un homme qui attend l'amour (« Ma raison sombre et se meurt quand meurt le temps. »)

## Reprises et adaptations

### Adaptations
- 1963 : Interprétée par Nicole Croisille (Fontana 261.363 MF)
- 1963 : Interprétée par Jose Guardiola en espagnol (Vergara 35.0.040 C)
- 1966 : Interprétée par la chanteuse Alexandra, Je t'attends est adapté en allemand sous le titre Ich erwarte dich.